# Oculudentavis khaungraae
Oculudentavis és un gènere extint de dinosaures avialats (aus en sentit ampli) amb una única espècie coneguda, Oculudentavis khaungraae.

## Descripció
El gènere es coneix a partir d'un crani complet conservat en ambre birmà. El crani té només 1,4 cm de longitud i pesa uns 2 grams, cosa converteix l'Oculudentavis en el dinosaure mesozoic més petit conegut, de grandària pròxima als colibrís moderns. Tenia un musell esvelt i la part superior el crani bulbosa, a més d'una llarga fila de 23 dents. Presentava unes òrbites molt grans i amb un gruixut anell escleròtic format a partir d'ossicles escleròtics amb una forma inusual de cullera. Això indica que probablement es tractava d'un animal diürn, actiu principalment durant el dia.
La posició dels ulls, que es trobaven a ambdós costats segons una jugal inclinada cap a fora (pòmul), indicava la manca de visió binocular. Tenia una dieta especialitzada en petits invertebrats gràcies a les seves afilades dents.
L'Oculudentavis presentava un conjunt de trets primitius, així com trets avançats en comparació amb altres avialats mesozoics. Per exemple, conservava els ossos frontals, parietals, postorbitals i escatosos separats, que es fusionen o es perden en els ocells moderns. L'extensa fila de dents també s'assemblava als teròpodes no aviaris. D'altra banda, la finestra antorbitària estava en confluència amb l'òrbita, mentre que els ossos del musell eren allargats i fusionats; característiques més comunes en les aus modernes.
Alguns trets, com la implantació de dents d'acrodont o pleurodont i els ossos escleròtics en forma de cullera no tenen precedents per als dinosaures en general i, en canvi, són habituals entre les sargantanes modernes.

## Filogènia
Les especialitzacions provocades per la petita mida d'Oculudentavis comporten dificultats per treure conclusions precises sobre la seva classificació. Una anàlisi filogenètica proposa la inclusió del gènere Oculudentavis dins d'Avialae, només una mica més a prop de les aus modernes que l'Archaeopteryx. Això suggereix que hi ha un llinatge fantasma de més de 50 milions d'anys entre el Juràssic superior i el Cretaci mitjà. Altres estudis suggereixen la inclusió dins el fílum Enantiornithes, com la resta d'ocells conservats a l'ambre birmà.